# Comp-B
Comp-B (Composition B) là một loại thuốc nổ, là hỗn hợp của RDX (Hexogen) và TNT, trong một vài trường hợp được thêm những chất phụ gia. Nó được sử dụng làm thuốc nổ nhồi vào trong các đầu đạn pháo, rốc két, mìn mặt đất, và lựu đạn cầm tay. Nó cũng được sử dụng trong việc kích nổ các loại vũ khí hạt nhân được phát triển bởi Hoa Kỳ.
Tỷ lệ thành phần các chất trong Comp-B là 63% RDX và 36% TNT, kết hợp với 1% sáp để tăng chất lượng sản xuất.
Comp-B là chất nổ có độ nhạy nổ cao hơn so với TNT, nó được dùng rất phổ biến trong các loại đạn dược ở Hoa Kỳ và nhiều quốc gia phương Tây, nó cũng là chất nổ tiêu chuẩn được dùng rất sớm trong Chiến tranh thế giới thứ hai tận đến đầu những năm 1990, khi những thuốc nổ khác có độ nhạy kém bắt đầu thay thế nó trong nhiều hệ thống vũ khí. Một vài loại đạn được đã được cải tiến của NATO (xem tại trang web Mecar Lưu trữ ngày 10 tháng 7 năm 2020 tại Wayback Machine) vẫn tiếp tục sử dụng Composition B làm thuốc nổ. Hiện nay Composition B vẫn được sử dụng rộng rãi trong các loại vũ khí và đạn dược.

## Đặc tính
- Tỷ trọng: 1.65 g/cm³
- Vận tốc nổ: 8.050 m/s